# Alison Gordy
Alison Gordy är en amerikansk skådespelare, sångerska, fotomodell och radioröst. Som artist är hon känd för sitt samarbete med Johnny Thunders från The New York Dolls och för sitt eget band Blonde & Blue. Gordy har haft små roller eller arbetat som statist i nästan 400 filmer, samt TV-serier och TV-reklam. Hon är bosatt i New York.

## Biografi
Alison Gordy började spela teater i skolan och gav sig sedan in på TV-branschen i New York i slutet av 1970-talet, där hon uppträdde i små roller i såpoperor och bland annat Saturday Night Live. På grund av sitt utseende fick hon snabbt roller i filmer, där hon spelade prostituerade, bartendrar, motorcykelflickor, och övrigt dylikt. Inom kort lyckades hon arbeta åt sig ett rykte som gjorde att hon blev en av de få statister som kunde livnära sig på sitt arbete. Hon har till dags dato bland annat jobbat med regissörer som Martin Scorsese, Jonathan Demme, John Landis och Woody Allen. Man har också kunnat skymta Gordy i TV-serier som Sopranos, Sex and the City, Ed och Dawson's Creek.
Sin musikaliska bana inledde hon i det relativt okända bandet The Clonetones som gav ut en skiva år 1981. Genom gemensamma bekanta träffade hon Johnny Thunders på en konsert år 1987. Efter att de spelat gitarr tillsammans under informella former på en fest, bjöd Thunders Gordy med som bakgrundssångerska på sin nästa konsert. Det ledde till ett samarbete som skulle vara i över 80 konserter och fyra olika turnéer i USA och Europa samt i Japan (för övrigt den sista inspelade konserten med JT). I och med det blev Gordy känd för allmänheten som "Johnny Thunders bakgrundssångerska".
Via Thunders lärde Gordy känna Sami Yaffa och Michael Monroe. Yaffa ställde upp som basist när Gordy satte ihop sitt eget band, The Alison Gordy Band, som inledde sin verksamhet år 1991 i New York. Andra medlemmar var Josh Brown på gitarr, Jamie Heath på saxofon och Chris Musto på trummor. År 1993 bytte gruppen namn till Blonde & Blue och spelade in en skiva med samma namn. På skivan gästar bland andra Monroe och Stevie Klasson.
Blonde & Blue bytte medlemmar och fortsatte in mot slutet av 1990-talet. Bandet fick ändå ingen större framgång och Gordy blev trött på att försöka driva vidare en musikerkarriär som inte verkade ta fart, så hon valde att satsa på skådespeleriet.

## Filmografi (urval)

### Filmer
- Crocodile Dundee (1986)
- Hot Paint (1988)
- Coming To America (1988)
- Married to the Mob (1988)
- Fear, Anxiety & Depression (1989)
- Jacobs inferno (1990)
- Loser (1991)
- Mo'Money (1992)
- Smoke (1995)
- Men In Black (1997)
- Donnie Brasco (1997)
- Rounders (1998)
- Bringing out the Dead (1999)
- Kill By Inches (1999)
- L.L. (2007)

### TV-framträdanden
- Saturday Night Live (läkare, strippa, prostituerad, motorcykelflicka m.m.)
- Sex and the City (statist)
- Sopranos (bartender)
- Ed (strippa)
- Dawson's Creek (statist)
- Spin City (pornografisk skådespelare)
- Kungen av Queens (glassförsäljare)
- Oz (motorcykelflicka)

### TV-reklam
- Wendy's (bl.a. som Dolly Parton)
- Pittsburgh Classic Beer
- Marvel byteskort (som en kvinnlig Hulk)
- Tetra Pak
- NY Shakespeare festival
- MTV Rudiments of Rock (som Marilyn Monroe)

### Filmmusik
- Fiona (1998)

## Musikgrupper
- The Clonetones
- Blonde & Blue

## Diskografi
- Kill 'Em In Vegas (The Clonetones, 1981)
- Blonde & Blue (Blonde & Blue)